# Augustin von Kardorff
Augustin Nicolai Carl von Kardorff (født 22. august 1756 i Rostock, død 19. januar 1820 i Glückstadt) var en dansk officer, bror til Ulrik Augustin von Kardorff og far til Friedrich Ernst von Kardorff.

## Karriere
Kardoff var søn af oberstløjtnant i kavaleriet Hans Vilhelm von Kardoff (1712-1757 i Præstø) til Pannekow m.fl. godser i Mecklenburg og Ida Margrethe Charlotte f. von Kardorff (1719–tidligst 1773). Han begyndte sin militære løbebane som vicekorporal i 1. sjællandske regiment ryttere, hvor han 1774 blev sekondløjtnant med vagtmesters lønning. Året efter blev han forsat til Livgarden til Hest, og ved dette elitekorps avancerede han 1780 til premierløjtnant, 1784 til ritmester, 1787 til major, 1791 (ekspederet 1796) til oberstløjtnant, og 1798 afløste han general Joachim Castenschiold som kommandør for korpset. Ved giftermål 10. juli 1789 i Lübchin-Behren med Hedevig Sophie Margrethe von der Lühe (døbt i Rostock 27. oktober 1771, død 17. marts 1829 på Böhlendorf i Mecklenburg), datter af premierløjtnant Frederik von der Lühe (1737-1784) og Margrethe Cathrine von der Lühe (1741-1828), var von Kardoff, udnævnt til kammerherre 1792, imidlertid kommet i besiddelse af godset Böhlendorf i Mecklenburg, og for at varetage dets administration fratrådte han 1802 kommandoen over Hestgarden og lod sig stille à la suite i kavaleriet.

## Under Napoleonskrigene
Ved englændernes overfald 1807 meldte Kardoff, der 1803 havde fået obersts karakter, sig dog øjeblikkelig tillige med en søn til tjeneste hos kronprinsen, og 7. september tillagdes der ham fra hovedkvarteret i Kiel ordre til med et kombineret korps fra Fyn at gå over Storebælt, rejse en landstorm til hest og fods på Sjælland og søge at bringe orden til veje under den der efter Castenschiolds nederlag ved Køge herskende forvirring. Da hovedhæren samledes på Sjælland, fik von Kardoff kommando over en brigade, der først bevogtede sydkysten, senere forlagdes til det nordvestlige Sjælland, hvor den i august 1808 var virksom ved de spanske troppers afvæbning. Samme år var von Kardoff blevet udnævnt til generalmajor, 1809 blev han chef for Livregiment Ryttere, 1810 for Livregiment lette Dragoner, hvilken chefspost han beklædte til sin død. Ved den 1809 påtænkte overgang til Skåne var Kardoff udset til at føre hærens 4. division, og 1812 overtog han kommandoen over denne hærafdeling, der da havde bevogtningen af Lolland-Falster m.v. I begyndelsen af 1814 tildeltes ham i kongens fraværelse overkommandoen på Sjælland, og senere på året blev han, udnævnt til generalløjtnant, chef for det 12.000 mand stærke hjælpekorps, som Frederik VI ved Kielerfreden havde måttet forpligte sig til at udruste mod Napoleon. 1815 hædredes han med Storkorset af Dannebrog og blev Dannebrogsmand 1817 efter af været blevet Ridder 1810 og Kommandør 1812.

## Vurdering
19. januar 1820 døde Kardorff, måske den af generalerne fra den omhandlede periode, som Frederik VI såvel fra hjertets som forstandens side skattede højest. Allerede fra tjenesten i Hestgarden roses Kardoff som en sjælden duelig officer; Kongen kan ikke glemme, at han 1807 i nødens stund straks stillede sig ved hans side, og 1813, i brev til Frederik af Hessen, hvori denne anmodes om under felttoget i Mecklenburg at skåne Kardoffs godser så meget som muligt, fordi "det er os magtpaaliggende, at han ser, at vi sætte den Værd paa ham, som han fortjener", siger kongen tillige: "han er ustridigen vor første Kavallerigeneral". Kongen påtænkte også dengang at gøre ham til guvernør over Rygen, Pommern m.v., hvis disse landsdele, som der var tale om, tilfaldt Danmark.
Han er begravet i Glückstadt.